# Crossodonthina bidentata
Crossodonthina bidentata is een springstaartensoort uit de familie van de Neanuridae. De wetenschappelijke naam van de soort werd voor het eerst geldig gepubliceerd in 2009 door Luo en Chen.